# Långtjärnen (Graninge socken, Ångermanland, 698471-156642)
Långtjärnen är en sjö i Sollefteå kommun i Ångermanland och ingår i Ångermanälvens huvudavrinningsområde. Sjön har en area på 0,0988 kvadratkilometer och ligger 265,5 meter över havet.

## Delavrinningsområde
Långtjärnen ingår i det delavrinningsområde (698933-156522) som SMHI kallar för Utloppet av Graningesjön. Medelhöjden är 237 meter över havet och ytan är 57,39 kvadratkilometer. Räknas de 32 avrinningsområdena uppströms in blir den ackumulerade arean 278 kvadratkilometer. Ledingsån (Bruksån) som avvattnar avrinningsområdet har biflödesordning 3, vilket innebär att vattnet flödar genom totalt 3 vattendrag innan det når havet efter 90 kilometer. Avrinningsområdet består mestadels av skog (57 procent). Avrinningsområdet har 17,38 kvadratkilometer vattenytor vilket ger det en sjöprocent på 30,3 procent.